# Mojca Cerjak
Mojca Cerjak, slovenska slikarka in ilustratorka, * 18. november 1959, Maribor, Slovenija.
Leta 1983 je diplomirala na Visoki šoli za uporabno umetnost na Dunaju. Leta 1982 je prejela nagradno štipendijo avstrijske vlade. Ilustrira pravljice, poezijo in prozna dela, otroško in mladinsko periodiko, slikanice, pa tudi berila in učbenike za pouk književnosti. Posebej je znana po ilustracijah za Zvezdico Zaspanko Frana Milčinskega, s čimer se je leta 1993 predstavila na bolonjskem sejmu otroške knjižne ilustracije. Ukvarja se tudi z grafičnim oblikovanjem, knjižno opremo in likovno zasnovo lutkovnih predstav. Oblikuje plakate, ovitke plošč, koledarje in razglednice. Živi in ustvarja v Slovenskih Konjicah.

## Dela

### Pomembnejše knjižne ilustracije
- Zvezdni prah: pravljice za lahko noč (1991) (COBISS)
- Zvezdica Zaspanka (1992) (COBISS)
- Popravljalnica igrač (1994) (COBISS)
- Oblaček Postopaček (1995) (COBISS)
- Žogica Nogica (1996) (COBISS)
- Kaj stori Biba ... (1996) (COBISS)
- Zlatorog: ljudska pripovedka (1997) (COBISS)
- Deček in sonce (1999) (COBISS)
- Kralj zgodbic in zvezdni otrok (1999) (COBISS)
- Koroške pravljice (2000) (COBISS)
- Zlata hišica (2003) (COBISS)
- Poslednji samorog (2004) (COBISS)

## Nagrade
- Zlato pero, Beograd - plaketa (1981, 1988)
- Zlato pero, Beograd - priznanje (1984)
- Zlato pero, Beograd - zahvala (1984, 1985)
- Nagrada Radomir Stevič Beograd (1988)
- Nominacija za Levstikovo nagrado (1993)

## Vir
- Avguštin, Maruša. "Mehkoba podob Mojce Cerjak". V: Otrok in knjiga. Letn. 20, št. 36 (1993), str. 54-56 (COBISS)
- Avguštin, Maruša. "Poetično obarvan svet Mojce Cerjak". V: Otrok in knjiga. Letn. 27, št. 50 (2000), str. 38-40 (COBISS)
- Veler Alenka, ur. (2005). Album slovenskih ilustratorjev. Ljubljana : Mladinska knjiga. COBISS 219779072. ISBN 86-11-16562-4.
- Osebnosti: veliki slovenski biografski leksikon. Mladinska knjiga, Ljubljana. 2008. COBISS 241136128. ISBN 978-961-01-0504-6.